# 西蒙·贝克 (田径运动员)
西蒙·贝克（英語：Simon Baker，1958年2月6日—），澳大利亚男子田径运动员。他曾代表澳大利亚参加1986年、1990年和1994年英联邦运动会田径比赛，其中1986年英联邦运动会获得一枚金牌。